# Chirurgia dell'epilessia
Per chirurgia dell'Epilessia si intende un trattamento chirurgico il cui principale obiettivo è il controllo delle crisi epilettiche in un paziente affetto da epilessia.
Tale tipo di trattamento si rende necessario in quanto, nonostante l'introduzione di nuovi farmaci antiepilettici, si calcola che circa il 25-30% dei pazienti affetti sia resistente, vale a dire non trae completo beneficio, al trattamento farmacologico.
Si definisce farmaco-resistente un paziente che non ha ottenuto un controllo completo delle crisi dopo essere stato sottoposto ad una terapia con almeno due farmaci antiepilettici appropriati e alle dosi e per i tempi corretti.
L'epilessia è una malattia neurologica molto frequente: presenta una prevalenza di circa 0.8-1%, vale a dire circa 500.000 malati in Italia, pertanto, nonostante l'usuale buona risposta alla terapia medica i malati che potrebbero trarre beneficio da un trattamento chirurgico sono molte decine di migliaia.
Esistono due tipi di trattamento chirurgico dell'epilessia: il tipo resettivo e quello palliativo.

## Chirurgia resettiva
Lo scopo della terapia chirurgica resettiva dell'epilessia è quello di ottenere  un completo controllo delle crisi ed eventualmente di sospendere la terapia antiepilettica.
Questo trattamento si rivolge ai pazienti con epilessia focale farmaco-resistente e consiste nell'asportazione della parte del cervello che genera le crisi epilettiche ossia la zona epilettogena, e pertanto la sua asportazione porta al controllo delle crisi. Tale area di cervello, per poter essere asportata, deve essere unica e la sua asportazione non deve portare a nessun problema (deficit) neurologico post-operatorio. 
L'efficacia di questo tipo di trattamento è molto alta. Ad esempio, il gruppo di Milano ha descritto una assai vasta (243 pazienti) casistica di pazienti operati per epilessia temporale farmaco-resistente (il tipo più frequente): 83% ha ottenuto un controllo delle crisi e il 46% di questi ha sospeso la terapia antiepilettica. Questo a fronte di assai rari (meno 1%) eventi avversi. L'importanza di ottenere un controllo delle crisi, e di ottenerlo il più precocemente possibile, è particolarmente evidente nei bambini, in quanto l'assenza delle crisi permette una normale crescita sia mentale che psicologica.
Tuttavia affinché questo trattamento sia efficace è necessario che il paziente sia valutato e poi operato in un centro esperto in chirurgia dell'epilessia. Infatti sono necessarie indagini pre-operatorie, tra cui una raccolta anamnestica specialistica, una video-EEG prolungata con eventuale registrazione delle crisi, una risonanza magnetica encefalo mirata, test neuropsicologici ed eventualmente PET o RM encefalo funzionale. In una minoranza di casi è necessaria una registrazione elettrofisiologica invasiva, tra cui ad esempio la stereo-EEG o il posizionamento di elettrodi nel forame ovale. Infine anche l'équipe chirurgica deve essere altamente specializzata nell'effettuare questo tipo di interventi affinché siano efficaci in quanto sono diversi per metodica, approccio e complessità da quelli normalmente effettuati nelle normali neurochirurgie.

## Chirurgia palliativa
Si rivolge ai pazienti che non possono essere candidati all'intervento resettivo, ed ha lo scopo di ridurre in frequenza e in gravità le crisi epilettiche. Sono presenti varie tecniche, le cui la più frequentemente utilizzata è la stimolazione del nervo vago.